# Conospermum diffusum
Conospermum diffusum är en tvåhjärtbladig växtart som beskrevs av George Bentham. Conospermum diffusum ingår i släktet Conospermum och familjen Proteaceae. Inga underarter finns listade i Catalogue of Life.